# 海洲郡
海洲郡（越南语：／）是越南岘港市下辖的一个郡。面积21平方千米，2018年总人口221324人。为岘港市人民委员会的驻地。

## 地理
海洲郡北接岘港湾，西接清溪郡，东接山茶郡和五行山郡，南接锦荔郡。

## 历史
1997年1月23日，以原省辖岘港市海洲一坊、海洲二坊、石滩坊、清平坊、顺福坊、平顺坊、和顺坊、南阳坊、福宁坊、平轩坊、和强坊、闺中坊12坊设立海洲郡。
2005年3月2日，和强坊分设为和强南坊和和强北坊，和顺坊分设为和顺东坊和和顺西坊。
2005年8月5日，闺中坊划归锦荔郡管辖。
2024年10月24日，越南国会常务委员会通过决议，自2025年1月1日起，南阳坊和平轩坊并入福宁坊，和顺东坊并入平顺坊，海洲一坊和海洲二坊合并为海洲坊，顺福坊部分区域划归清平坊管辖。

## 行政区划
海洲郡下辖9坊，郡人民委员会位于福宁坊。
- 平順坊（Phường Bình Thuận）
- 海洲坊（Phường Hải Châu）
- 和強北坊（Phường Hòa Cường Bắc）
- 和強南坊（Phường Hòa Cường Nam）
- 和順西坊（Phường Hòa Thuận Tây）
- 福寧坊（Phường Phước Ninh）
- 石灘坊（Phường Thạch Thang）
- 清平坊（Phường Thanh Bình）
- 順福坊（Phường Thuận Phước）

## 交通
- 岘港国际机场